# Simon Hoogenboom
Simon Hoogenboom (Oud-Beijerland, 21 april 1893 – Utrecht, 20 februari 1970) was een Nederlands politicus van de ARP.
Hij werd geboren als zoon van Pieter Hoogenboom (1860-1917) die gewerkt heeft als vlasser, vlashandelaar en gemeenteontvanger. Van 1910 tot 1914 was hij volontair bij de gemeentesecretarie van zijn geboorteplaats. In juni 1914 behaalde hij het examen 'candidaat-gemeentesecretaris' waarna hij werd aangesteld als ambtenaar ter secretarie bij de gemeente Zuid-Beijerland en twee jaar later werd hij daar ook directeur van het levensmiddelen- en distributiebedrijf. In december 1917 verliet Hoogenboom de Hoeksche Waard om adjunct commies te worden bij de afdeling algemene zaken van de gemeentesecretarie van Vlaardingen. Een jaar later werd hij gemeentesecretaris van de Noord-Hollandse gemeente Huizen. Nadat hij bijna 10 jaar die functie had vervuld werd hij medio 1928 benoemd tot burgemeester van de Zuid-Hollandse gemeente Vianen als opvolger van de enkele maanden daarvoor overleden jhr. J.C.F. Hoeufft. Enkele jaren later werd Dirk Hoogenboom, zijn enige broer, burgemeester van Hoogwoud maar in 1944 werd deze opgepakt omdat hij joodse onderduikers in huis had waarna hij in 1945 in het concentratiekamp Buchenwald omkwam. Vanaf eind 1933 was Simon Hoogenboom enige tijd tevens waarnemend burgemeester van Ameide en Tienhoven ter tijdelijke vervanging van burgemeester C.W. Luijendijk die met ziekteverlof was. In november 1934 werd hij naast zijn burgemeesterschap van Vianen ook burgemeester van de aangrenzende gemeente Lexmond. In 1947 volgde zijn benoeming tot de burgemeester van Naaldwijk wat hij tot zijn pensionering in 1958 zou blijven. Daarna verhuisde hij naar Leersum.